# Berghain
Berghain is een techno club in het district Friedrichshain-Kreuzberg in Berlijn.
De naam Berghain is een portmanteau van de twee stadsdelen Kreuzberg (voormalig West-Berlijn) en Friedrichshain (voormalig Oost-Berlijn). De club is bekend vanwege zijn invloed op het techno-genre binnen de elektronische muziek, net als het label van de club, Ostgut Ton. 
De club is opgericht in 2004 door vrienden Norbert Thormann en Michael Teufele en is een van de beroemdste clubs in de wereld. Berghain wordt ook wel de 'World capital of techno' genoemd.
De letterlijke betekenis van het Duitse woord Berghain is "klein bergbos".

## Geschiedenis
De voorloper van Berghain was Ostgut, dat tussen 1998 en 2003 bestond. Op het terrein van het voormalige Ostgut staat nu de Mercedes-Benz Arena.
Op 20 april 2020 sloot de club haar deuren wegens de coronacrisis. Enkele maanden later werd Berghain tijdelijk een kunstgalerij, omdat er geen geld meer binnenkwam. Er worden onder meer werken getoond van Olafur Eliasson, Tacita Dean en Wolfgang Tillmans.

## Gebouw
Het gebouw waarin Berghain is gehuisvest, is gebouwd in 1953 als elektriciteitscentrale. Tot 2011 was het gebouw eigendom van de Zweedse energiemaatschappij Vattenfall, toen nog Bewag in Duitsland, hoewel de club al vanaf 2004 in het gebouw was gehuisvest.
De club heeft ruimte voor ongeveer 1500 bezoekers, op een vloeroppervlakte van 20.000 m². Het gebouw is meermaals verbouwd, onder meer als theaterzaal en bar.